# Relaciones Emiratos Árabes Unidos-España
Las relaciones Emiratos Árabes Unidos-España son las relaciones bilaterales entre España y los Emiratos Árabes Unidos. España tienen una embajada en Abu Dhabi y una Oficina Económica y Comercial en Dubái. Los EAU tienen una embajada en Madrid y un consulado general en Barcelona.

## Relaciones bilaterales
Las relaciones bilaterales han conocido, desde mayo de 2008, una revitalización considerable a raíz de la visita de Estado del Rey de España, habiendo encontrado desde entonces una línea de continuidad constante a través de frecuentes intercambios de visitas de alto nivel, particularmente la visita oficial de los Príncipes de Asturias a Abu Dhabi en enero de 2010 o la primera de un Presidente de Gobierno español en febrero/marzo de 2011.

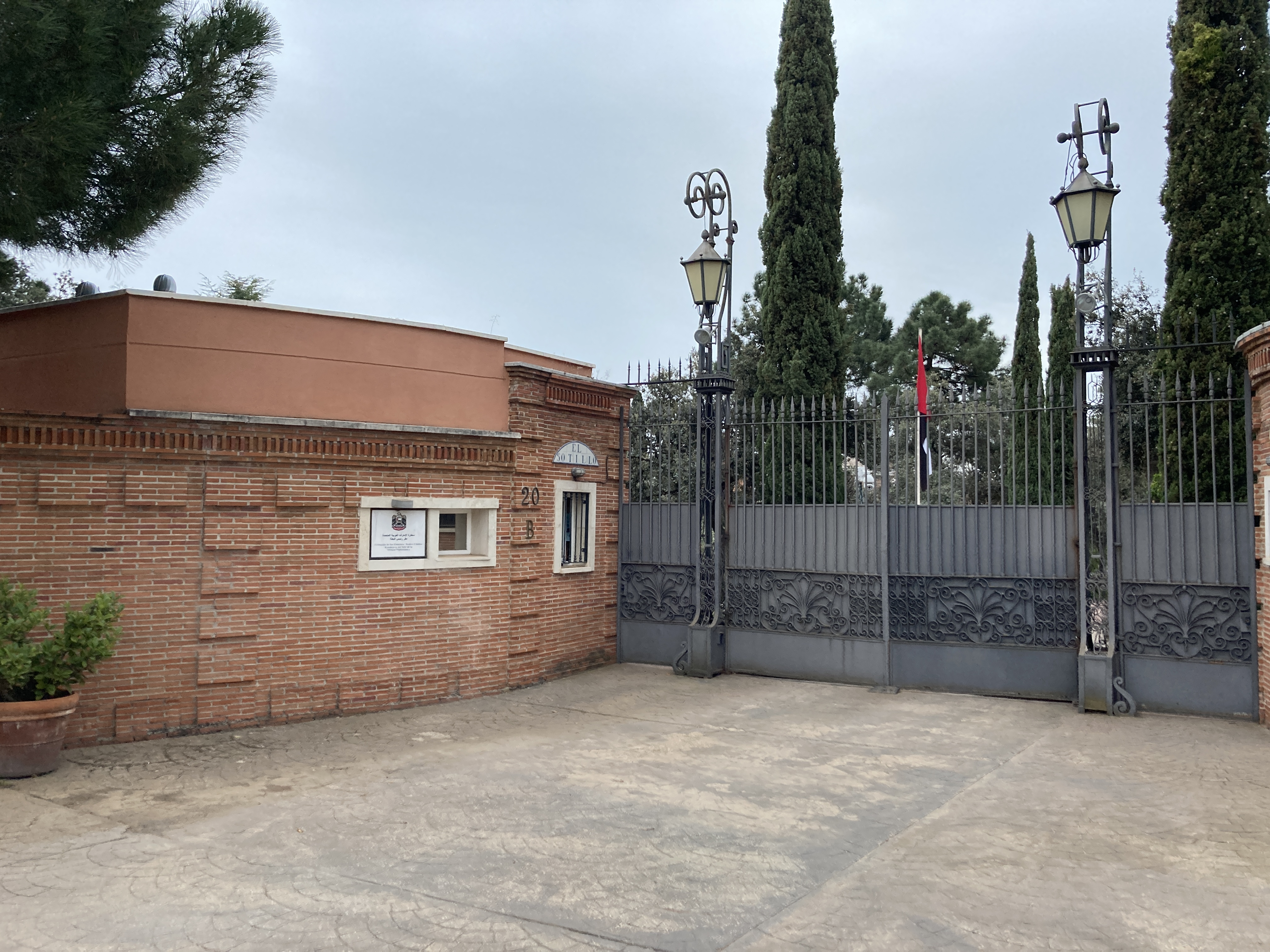
Residencia del embajador de Emiratos Árabes Unidos en Alcobendas

Los intereses estratégicos españoles han ido en incremento a lo largo de los últimos años, tanto en el plano político, como en el económico, habiendo sido exponencial el crecimiento del número de empresas españolas en el país.
A pesar del excelente estado de las relaciones bilaterales y de la enorme afinidad en los asuntos bilaterales e internacionales, hay un contencioso respecto de las energías renovables, surgido tras la revisión del marco regulatorio por parte de las autoridades españolas (año 2013) y que ha afectado a importantes inversiones emiratíes en España.